# Анналы Мормутье
Анналы Мормутье (лат. Annales Monasterienses) — историческое сочинение, выполненное в монастыре св. Григория в г. Мормутье (Маурмюнстер) в Эльзасе. В части до 828 г. следуют Херсфельдским анналам. Охватывают период с 528 по 1194 гг. Сообщают главным образом об истории Священной Римской империи и соседних стран.

## Издания
- Annales Monasterienses // MGH, SS. Bd. III. Hannover. 1839, p. 152—155[1].

## Переводы на русский язык
- Анналы Мормутье в переводе И. М. Дьяконова на сайте Восточная литература